# Tour Midi-Pyrénées 1987
Il Tour Midi-Pyrénées 1987, undicesima edizione della corsa, si svolse dal 10 al 14 giugno su un percorso di 728 km ripartiti in 4 tappe (la seconda suddivisa in due semitappe) più un cronoprologo, con partenza da Albi e arrivo a Blagnac. Fu vinto dal francese Régis Clère della Teka davanti ai suoi connazionali Éric Boyer e Gilles Mas.

## Tappe
| Tappa  | Data      | Percorso                        | km    | Vincitore di tappa | Leader cl. generale |
| ------ | --------- | ------------------------------- | ----- | ------------------ | ------------------- |
| Prol.  | 10 giugno | Albi > Albi (cron. individuale) | 3,6   | Bruno Wojtinek     |                     |
| 1ª     | 11 giugno | Castres > Cahors                | 164   | Bruno Wojtinek     |                     |
| 2ª-1ª  | 12 giugno | Cahors > Castelsarrasin         | 82,3  | Michel Vermote     |                     |
| 2ª-2ª  | 12 giugno | Castelsarrasin > Mirande        | 103,3 | Dario Montani      |                     |
| 3ª     | 13 giugno | Mirande > Luzenac               | 169   | Régis Clère        |                     |
| 4ª     | 14 giugno | Luzenac > Blagnac               | 205,8 | Joël Pelier        | Régis Clère         |
| Totale | Totale    | Totale                          | 728   |                    |                     |

## Dettagli delle tappe

### Prologo
- 10 giugno: Albi > Albi (cron. individuale) – 3,6 km

| Pos. | Corridore       | Squadra      | Tempo |
| ---- | --------------- | ------------ | ----- |
| 1    | Bruno Wojtinek  | Z-Peugeot    | 4'45" |
| 2    | Francesco Moser | Chateau d'Ax | a 1"  |
| 3    | Thierry Marie   | Système U    | a 6"  |

| Pos. | Corridore | Squadra | Tempo |
| ---- | --------- | ------- | ----- |

### 1ª tappa
- 11 giugno: Castres > Cahors – 164 km

| Pos. | Corridore         | Squadra       | Tempo    |
| ---- | ----------------- | ------------- | -------- |
| 1    | Bruno Wojtinek    | Z-Peugeot     | 4h18'28" |
| 2    | Stefan Van Leeuwe | SEFB-Gipiemme | s.t.     |
| 3    | Éric Boyer        | Système U     | s.t.     |

| Pos. | Corridore | Squadra | Tempo |
| ---- | --------- | ------- | ----- |

### 2ª tappa - 1ª semitappa
- 12 giugno: Cahors > Castelsarrasin – 82,3 km

| Pos. | Corridore         | Squadra       | Tempo    |
| ---- | ----------------- | ------------- | -------- |
| 1    | Michel Vermote    | R.M.O.        | 1h57'14" |
| 2    | Francesco Moser   | Chateau d'Ax  | s.t.     |
| 3    | Sergio Santimaria | Ariostea-Gres | s.t.     |

| Pos. | Corridore | Squadra | Tempo |
| ---- | --------- | ------- | ----- |

### 2ª tappa - 2ª semitappa
- 12 giugno: Castelsarrasin > Mirande – 103,3 km

| Pos. | Corridore     | Squadra      | Tempo |
| ---- | ------------- | ------------ | ----- |
| 1    | Dario Montani | Chateau d'Ax |       |
| 2    | Yvon Madiot   | Système U    |       |
| 3    | Jerome Simon  | Z-Peugeot    |       |

| Pos. | Corridore | Squadra | Tempo |
| ---- | --------- | ------- | ----- |

### 3ª tappa
- 13 giugno: Mirande > Luzenac – 169 km

| Pos. | Corridore   | Squadra   | Tempo    |
| ---- | ----------- | --------- | -------- |
| 1    | Régis Clère | Teka      | 5h27'14" |
| 2    | Éric Boyer  | Système U | a 34"    |
| 3    | Gilles Mas  | R.M.O.    | a 1'11"  |

| Pos. | Corridore | Squadra | Tempo |
| ---- | --------- | ------- | ----- |

### 4ª tappa
- 14 giugno: Luzenac > Blagnac – 205,8 km

| Pos. | Corridore           | Squadra      | Tempo    |
| ---- | ------------------- | ------------ | -------- |
| 1    | Joël Pelier         | Système U    | 5h16'32" |
| 2    | Jean-Claude Colotti | R.M.O.       | a 1'33"  |
| 3    | Stefano Giuliani    | Chateau d'Ax | a 1'49"  |

| Pos. | Corridore   | Squadra   | Tempo     |
| ---- | ----------- | --------- | --------- |
| 1    | Régis Clère | Teka      | 19h53'02" |
| 2    | Éric Boyer  | Système U | a 29"     |
| 3    | Gilles Mas  | R.M.O.    | a 1'23"   |

## Classifiche finali

### Classifica generale
| Pos. | Corridore           | Squadra            | Tempo     |
| ---- | ------------------- | ------------------ | --------- |
| 1    | Régis Clère         | Teka               | 19h53'02" |
| 2    | Éric Boyer          | Système U          | a 29"     |
| 3    | Gilles Mas          | R.M.O.             | a 1'23"   |
| 4    | Yvon Madiot         | Système U          | a 5'31"   |
| 5    | Pascal Simon        | Z-Peugeot          | a 5'37"   |
| 6    | François Lemarchand | Fagor-MBK          | a 5'45"   |
| 7    | Joël Pelier         | Système U          | a 6'38"   |
| 8    | Johnny Weltz        | Fagor-MBK          | a 8'13"   |
| 9    | Silvano Contini     | Del Tongo-Colnago  | a 8'23"   |
| 10   | Bruno Bruyère       | ADR-Fangio-IOC-MBK | a 9'42"   |